# Hymenaster reticulatus
Hymenaster reticulatus är en sjöstjärneart som beskrevs av Sibuet 1976. Hymenaster reticulatus ingår i släktet Hymenaster och familjen knubbsjöstjärnor. Inga underarter finns listade i Catalogue of Life.